# Marin Drăcea
Marin D. Drăcea (n. 14 octombrie 1885 – d. 14 iunie 1958) a fost un silvicultor român, profesor la Facultatea de silvicultură a Politehnicii din București, promotorul introducerii în România a silvotehnicii moderne. A fost întemeietorul și timp de 15 ani directorul Institutului de cercetări forestiere.
În 2010 a fost ales membru post-mortem al Academiei Române.

## Biografie[3]
Născut la 14 octombrie 1885 în satul Izvoru, din actualul județ Giurgiu. Marin Drăcea a fost al doilea din cei opt copii ai lui Dumitru Drăcea și Ioanei Drăcea. Primele trei clase primare le-a făcut în satul natal. A patra clasă primară și prima clasă gimnazială le-a absolvit în Giurgiu. A absolvit următorii doi ani la Liceul Matei Basarab din București. Clasa patra gimnaziala o urmează la Liceul Sf. Sava. În cursul superior a trecut ca bursier la Liceul Gheorghe Lazăr, urmând secția real. În toamna anului 1905 s-a înscris la Școala Superioară Silvică de la Brănești unde se clasifică primul la examenul de admitere și pe care o absolvă în anul 1910 cu deosebit succes, fiind reținut ca asistent universitar.

#### Specializare în Germania
În toamna anului 1912 i se acorda un concediu de studii pentru specializare în Germania. S-a înscris pentru doctorat la Universitatea din München la profesorul Schupfer cu tema „Contribuții la cunoașterea salcâmului din România, cu o privire specială asupra culturii sale din Oltenia”. Din cauza primului război mondial Drăcea nu și-a putut prezenta teza de doctorat decât în ianuarie 1923, când a obținut titlul de doctor cu calificativul „Summa cum laude”.  În anul 1923 Marin Drăcea a fost numit profesor titular la Școala Politehnică din București -Secția Silvică.

#### Bursă înStatele Unite ale Americii
În februarei 1927 a obținut o bursă a fundației Rockefeller⁠(en)[traduceți] pentru studii de specializare în Statele Unite ale Americii pe timp de un an. La stațiunea experimentală forestieră „Apalachian Forest Experiment Station” de la Ashville a urmărit îndeosebi problemele legate de ,,tipurile de arborete” și de organizarea stațiunii și a lucrărilor de cercetare, precum și de organizarea administrației pădurilor. La Madison, în ,,The Forest Products Laboratory” a studiat cursurile de tehnologia și industrializare a lemnului.

#### Profesor titular
Întors în țară și-a continuat activitatea didactică fiind profesor titular de silvicultură și tehnologia lemnului la Facultatea de Silvicultură a Politehnicii din București, până în anul 1947 când a fost forțat să se pensioneze.
De la mijlocul anului 1919 și până la finele lui 1920 a lucrat în administrație ca șef al Ocolului Silvic Țigănești. La initiațiva sa, împreună cu colegul si prietenul Marin Rădulescu, a fost conturată o metodă pentru regenerarea arboretelor derivate de șleau de câmpie din care lipsește stejarul sau este insuficient, metodă care a îmbogățit tehnica silvică românească și europeană.
Între 1920 și 1923 ocupă funcția de agent de control la Regiunea VI București a Casei Pădurilor.
Între 1923 și 1927 profesorul Marin Drăcea a condus Direcția Plantatiunilor din Casa Pădurilor. În aceasta calitate a reușit reorganizarea activității, prin mărirea autonomiei direcțiilor regionale și clarificarea atribuțiilor personalului. Da un ordin ca fiecare padurar sa cultive 5000 de puieti in pepiniera. 
În anul 1930, potrivit Legii organice privind organizarea și administrarea pe baze economice a întreprinderilor publice (1929) a fost adoptată Legea specială pentru administrarea pădurilor. În acest cadru legislativ s-a înființat Casa Autonomă a Pădurilor Statului (C.A.P.S.). Conducerea acestei regii a fost încredințată profesorului Marin Drăcea care s-a dovedit un inovator și organizator de excepție. În anul 1930 a organizat un birou de studii, unul de publicații și trei laboratoare: de soluri, de entomologie, de botanică și patologie forestieră. Concepția promovată de Marin Drăcea a revigorat cultural și economic silvicultura românească, fiind și astăzi un model de organizare pentru Regia Națională a Pădurilor ROMSILVA. Prin ordinul 10.000 din 1933, profesorul Marin Drăcea introduce postul de sef al sectiei de împaduriri in fiecare direcție regionala silvică.   
Arătând că țara noastră are nevoie de un organism de cercetare științifică ce poate sprijini întreaga economie forestieră, profesorul Marin Drăcea înființează în 1933,  Institutului de Cercetări și Experimentație Forestieră (I.C.E.F.), care avea în atribuțiile sale rezolvarea științifică a problemelor puse de toate pădurile țării. O dată cu înființarea Institutului de Cercetări și Experimentație Forestieră, profesorul Drăcea părăsește conducerea Casei Autonome a Pădurilor Statului pentru a se putea dedica în calitate de director dezvoltării cercetării științifice. În anul 1933 când Marin Drăcea a luat conducerea institutului, acesta a pornit opera de creare a științei silvice românești cu 14 ingineri silvici cercetători și 10 cadre ajutătoare.
Timp de 12 ani cât  Marin Drăcea a condus institutul acest număr a crescut la 173. În această perioadă I.C.E.F. a avut o contribuție esențială pentru știința silvică românească ale cărei rezultate sunt consemnate în 12 volume de Anale (Seria I) și 68 de broșuri (Seria II-a -Referate). Profesorul Drăcea are meritul de a fi fost gânditorul care a sesizat problemele mari ale economiei noastre forestiere, aducând cea mai mare contribuție la progresul științei silvice.

#### Cel de-al șaselea președinte
În anul 1934 Marin Drăcea a devenit cel de-al șaselea președinte al prestigioasei societăți ,,Progresul Silvic” pe care a ridicat-o la cel mai înalt nivel pe care l-a cunoscut în lunga ei existență. Sub conducerea sa, Societatea ,,Progresul Silvic” a avut menirea de a lega trecutul de viitor pentru propășirea economiei forestiere.

#### Secretar general al ministerului.
Pe timpul unuia din cele patru mandate ale academicianului Gheorghe Ionescu-Șisești ca ministru al Agriculturii și Domeniilor, în anul 1939, Marin Drăcea a fost numit în cea mai mare funcție de profil forestier în administrația de stat: secretar al ministerului de resort. În această funcție a acționat ferm asigurând performanțe silvice neegalate în alte perioade nici în prezent, după cum urmează: suprafața împăduririlor terenurilor degradate în afara fondului forestier a atins cote de 10.000-12.000 de hectare în anii 1939-1940, ca efect al demersurilor de conștientizare forestieră s-a redus ritmul defrișărilor, s-a pus în aplicare interdicția pășunatului în pădurile statului, s-au redus tăierile ilicite.
Marin Drăcea a reușit să întregească patrimoniul național cu noi plantații. A avut în vedere ca în zece ani să împădurească majoritatea terenurilor degradate și să realizeze perdele forestiere de protecție. Planurile și progresele realizate în acest domeniu i-au creat lui Drăcea o faimă de legendă, făcând din știința silvică temelia unui apostolat pentru apărarea pădurilor și integritatea lor. În anul 1939 a ajuns senator, nefiind înscris în niciun partid politic.

#### Gânditorul economiei forestiere
Opera lui Marin Drăcea referitoare la întemeierea, organizarea și dezvoltarea administrației silvice și cercetării științifice forestiere din România constituie un eveniment de referință în istoria silviculturii românești. Marin Drăcea a reușit să elaboreze o doctrină forestieră națională de nivel european, o operă care a privit deopotrivă modernizarea învățământului superior silvic, cercetării științifice, legislației forestiere și, nu în ultimul rând, silviculturii românești.
În anul 2010 a fost ales membru de onoare post-mortem al Academiei Române.

#### Citate
" A cunoaște pădurea , înseamnă a o iubi"

„Lemn se poate cumpăra, dar pădure nu !”

## Decorații
- Semnul Onorific „Răsplata Muncii pentru 25 ani în Serviciul Statului” (13 octombrie 1941)[5]